# Mũi Si

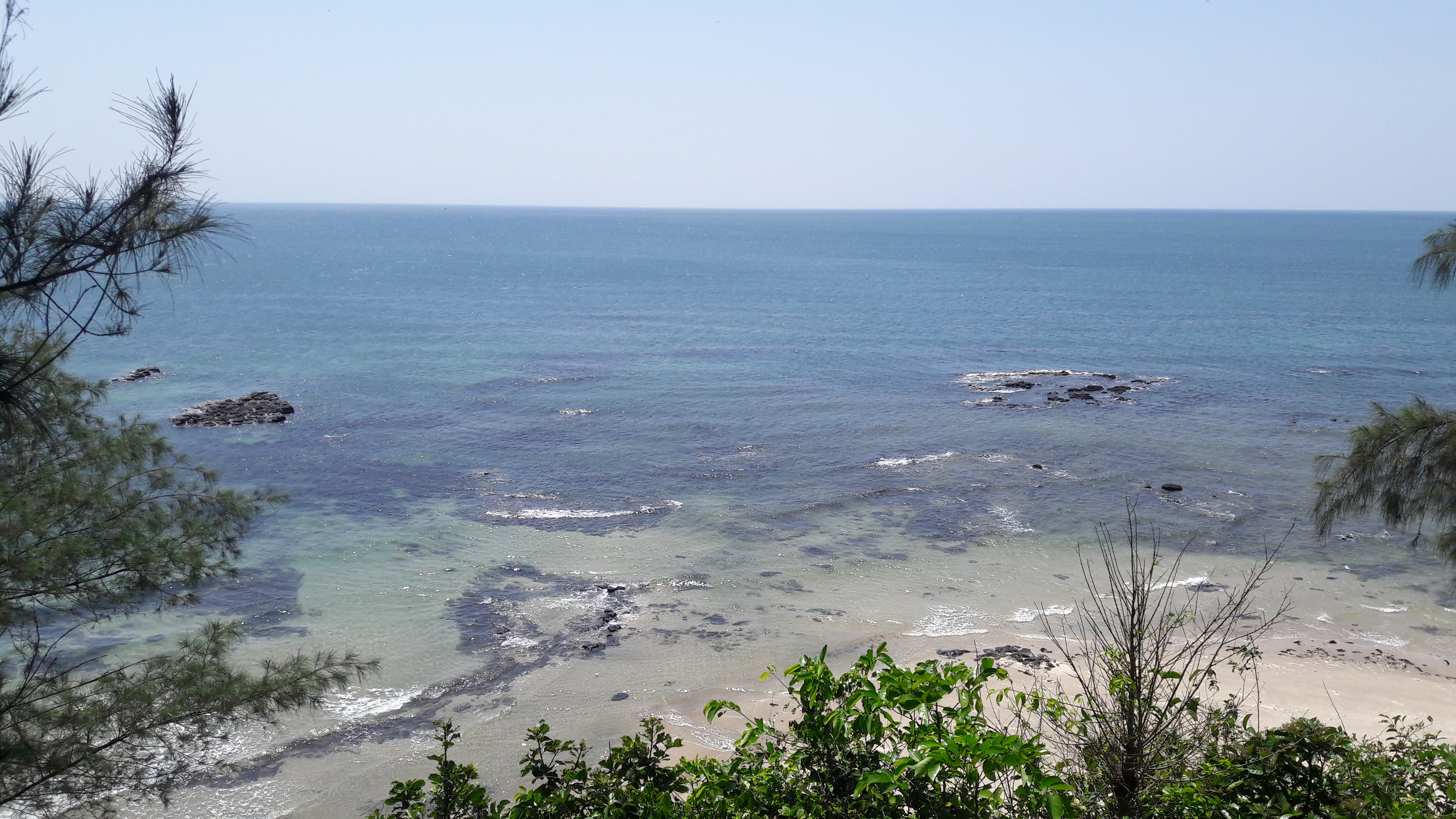

Mũi Si là mũi đất từ đất liền nhô ra biển thuộc xã Kim Thạch, huyện Vĩnh Linh, tỉnh Quảng Trị. Đây là mũi đất liền được cấu tạo bởi đá bazan. Bờ và biển ở đây gồm đá và cát xen lẫn nhau, bãi cát dài và thoải, thuận lợi cho việc tắm biển. Quang cảnh ở đây mang nét đẹp hoang sơ, hùng vĩ, có nhiều tiềm năng để phát triển du lịch, đặc biệt là du lịch sinh thái và nghỉ dưỡng.